# Marked Men
Marked Men (även känd som Marked Men: Rule & Shaw) är en amerikansk romantikfilm från 2025 Filmen är regisserad av Nick Cassavetes efter ett manus skrivet av Sharon Soboil.
Filmen hade premiär på utvalda biografer i USA den 22 januari 2025. Den hade biopremiär i Sverige den 7 februari samma år, utgiven av Nordisk Film.

## Handling
Filmen handlar om Shaw som älskat Rule sedan hon såg honom. Rule ser henne dock inte som en lämplig match. En natt när de delar både dricka och hemligheter får dem att fråga sig om de kan vara tillsammans.

## Rollista (i urval)
| Chase Stokes      | – Rule Archer |
| Alexander Ludwig  | – Rome Archer |
| Sydney Taylor     | – Shaw Landon |
| Natalie Alyn Lind | – Cora Lewis  |
| Hannah Kepple     | – Loren       |
| Evan Mock         | – Jet Taylor  |
| Ella Balinska     | – Ayden Cross |